# Freilichtmuseum des Dänischen Nationalmuseums

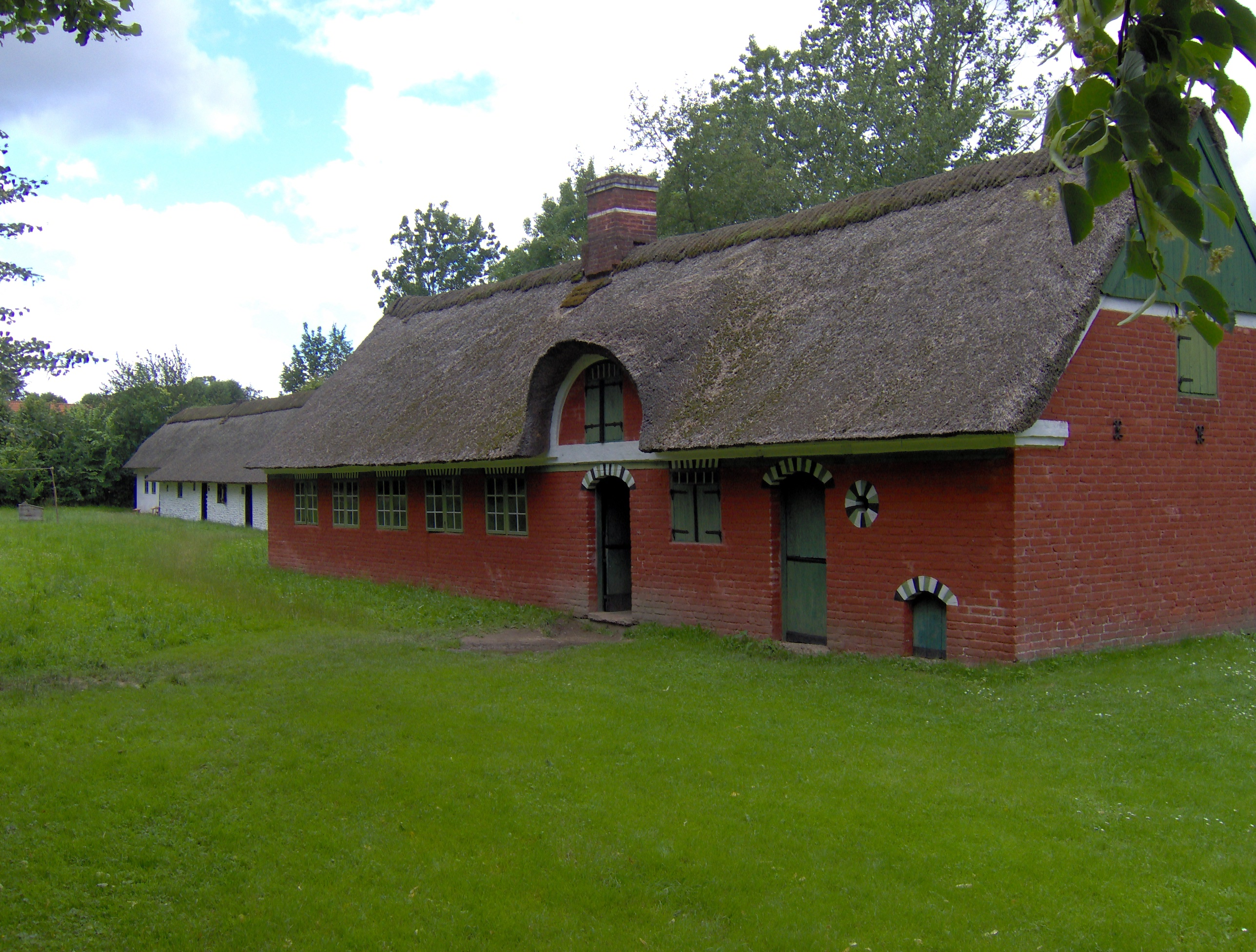
Ein Hof von der Insel Fanø (Fanøgård)

Das Freilichtmuseum des Dänischen Nationalmuseums (Dän.: Frilandsmuseet) ist ein Freilichtmuseum in Dänemark.
Das Freilichtmuseum liegt in Kongens Lyngby in der Gemeinde Lyngby-Taarbæk nördlich von Kopenhagen und gehört zu den fünf Standorten des Dänischen Nationalmuseums.
Es besitzt alleine 45 Bauernhöfe, sowie weitere Häuser und Mühlen aus Dänemark, Schonen, Südschleswig und von den Färöern. Die meisten stammen aus dem 17. und 18. Jahrhundert. Diese Höfe werden so originalgetreu wie möglich bewirtschaftet.